# Blake Hamilton (baloncestista de 1994)
Blake Ellis Hamilton (Pasadena, California, 11 de mayo de 1992) es un baloncestista estadounidense que pertenece a la plantilla de Universidad de Concepción chileno, para competir en la Basketball Champions League Americas 2021. Con 1,98 metros de estatura, juega en la posición de alero.

## Trayectoria deportiva

### Universidad
Comenzó su andadura en la universidad con los Lumberjacks de la Universidad del Norte de Arizona, donde jugó una temporada en la que dispuso de pocas oportunidades, promediando 3,8 puntos y 1,4 rebotes por partido.
Fue transferido al junior college de Mt. San Antonio en Walnut (California), donde disputó su temporada sophomore, en la que promedió 13,5 puntos y 6,4 rebotes por partido, siendo incluido en el mejor quinteto de la División Norte de la South Coast Conference.
Regresó a la División I de la NCAA para disputar sus dos últimas temporadas con los Bulls de la Universidad de Buffalo, en las que acabó promediando 15,2 puntos, 6,6 rebotes, 3,4 asistencias y 1,2 robos de balón por partido, siendo incluido en 2016 en el tercer mejor quinteto de la Mid-American Conference y al año siguiente en el primero.

### Profesional
Tras no ser elegido en el Draft de la NBA de 2017, el 17 de julio firmó su primer contrato profesional con el BK Ventspils de la liga de Letonia, donde jugó una temporada en la que promedió 9,5 puntos y 5,9 rebotes por partido.
El 5 de septiembre de 2018 fichó por el Stal Ostrów Wielkopolski de la liga polaca, pero únicamente llegó a disputar seis partidos, en los que promedió 8,5 puntos y 2,6 rebotes antes de ser cortado en el mes de noviembre. Un mes después, el 12 de diciembre, fichó por el Proteas EKA AEL de la Liga de Chipre, con los que disputó nueve partidos, promediando 17,3 puntos y 5,9 rebotes. En 15 de febrero de 2019 fichó por el Panionios B.C. de la A1 Ethniki, la primera división del baloncesto griego.
El 28 de febrero firma con Universidad de Concepción para jugar la Basketball Champions League Americas 2021 en su segunda ventana entre el 4 al 6 de marzo.